# Ken Vedsegaard
Ken Vedsegaard, född 14 oktober 1972 i Köpenhamn, är en dansk skådespelare och regissör.
Vedsegaard utbildade sig vid skådespelarutbildningen på Aarhus teater 1996–1997.
Vedsegaard har tidigare haft en relation med skådespelaren Vickie Bak Laursen. Sedan 2017 är Vedsegaard i en relation med den norska skådespelaren Synnøve Macody Lund.

## Filomgrafi (i urval)
- 1988 – Skuggan av Emma
- 1995 – Sista timmen
- 1997–1998 – Polisen på Samsö (TV-serie)
- 1999 – TAXA (TV-serie)
- 2002 – Mordkommissionen (TV-serie)
- 2002 – Slim Slam Slum
- 2004–2005 – Krönikan (TV-serie)
- 2009 – Brottet II (TV-serie)
- 2020 – Sjuksystrarna på Fredenslund (TV-serie)
- 2020 – När dammet har lagt sig (TV-serie)
- 2023 – Morden i Helsingör (TV-serie)